# Маэстранса (арена)
Арена для корриды Маэстранса (исп. Plaza de Toros de la Maestranza) — старейшая арена для боя быков в Испании, расположенная в Севилье. Считается одной из самых красивых и самых именитых в стране.
Возведение сооружения началось в 1761 году и продолжалось почти 120 лет. Историческое здание на бульваре Кристофора Колумба выходит фасадом на берег Гвадалквивира и имеет форму многогранника с 30 сторонами. Сооружение вмещает 14 тысяч зрителей. Представления проходят по воскресеньям с апреля по октябрь. Рядом с ареной располагаются часовня, где тореадоры молятся перед боем, лазарет и гардероб. В здании арены также работает музей истории корриды, экспозиция которого включает портреты, афиши и костюмы тореадоров. У входа в сооружение установлены памятники самым знаменитым тореадорам, а также памятник Кармен, которая в соответствии с новеллой Проспера Мериме погибла именно здесь.